# Torrejoncillo
Torrejoncillo – gmina w Hiszpanii, w prowincji Cáceres, w Estramadurze, o powierzchni 94,54 km². W 2011 roku gmina liczyła 3195 mieszkańców.